# Otish
Otish (fr. Monts Otish) - łańcuch górski w kanadyjskiej prowincji Quebec, na pograniczu regionów administracyjnych Nord-du-Québec i Saguenay–Lac-Saint-Jean, stanowiący część tarczy kanadyjskiej. Najbliższym miastem jest oddalone o ok. 250 km na południe Chibougamau. Region stanowi płytową wyżynę o wysokości ok. 750 m n.p.m., charakteryzują go liczne kuesty zorientowane na osi wschód-zachód. Wiele znaczących rzek wypływa z tych góry, w tym Eastmain, Témiscamie, Péribonka, Rivière aux Outardes. Roślinność stanowią lasy borealne w dolnych partiach i tundra w okolicy szczytów.
Góry Otish pierwszy pojawiły się na mapie w 1731 roku na Carte du Domaine en Canada ojca Laure'a jako „M. Ouatchish”. Później na swoich mapach z 1834 i 1842 roku Anglik John Arrowsmith opisał góry jako „Wotchish Mts”, tymczasem w dzienniku wyprawy Franka Bignella, datowanym na 1885 rok, podana jest już nazwa „Monts Otish”. Nazwa gór pochodzi od określenia Watshish, co w języku montagnais oznacza „małą górę”.
Dziś coraz bardziej rośnie w Quebecu zainteresowaniem tymi górami ze względu na ich potencjalne zasoby minerałów. W ramach projektu „Renard” firma Stornoway prowadzi od roku 1996 w górach Otish badania nad tamtejszymi olbrzymimi złożami kimberlitów, w których występują diamenty. W związku z tym projektem Stornoway współpracuje z rządem Quebecu w budowie przedłużenia dotychczas istniejącej drogi z Chibougamau aż po same góry (droga ta ma być znana jako Route Monts Otish lub Route 167 Extension). Według najnowszych badań w górach Otish znajduje się również jedno z największych na świecie złóż rudy uranu.